# Nestares
Nestares és un municipi de la Rioja, a la regió de la Rioja Mitjana, a Camero Nuevo.

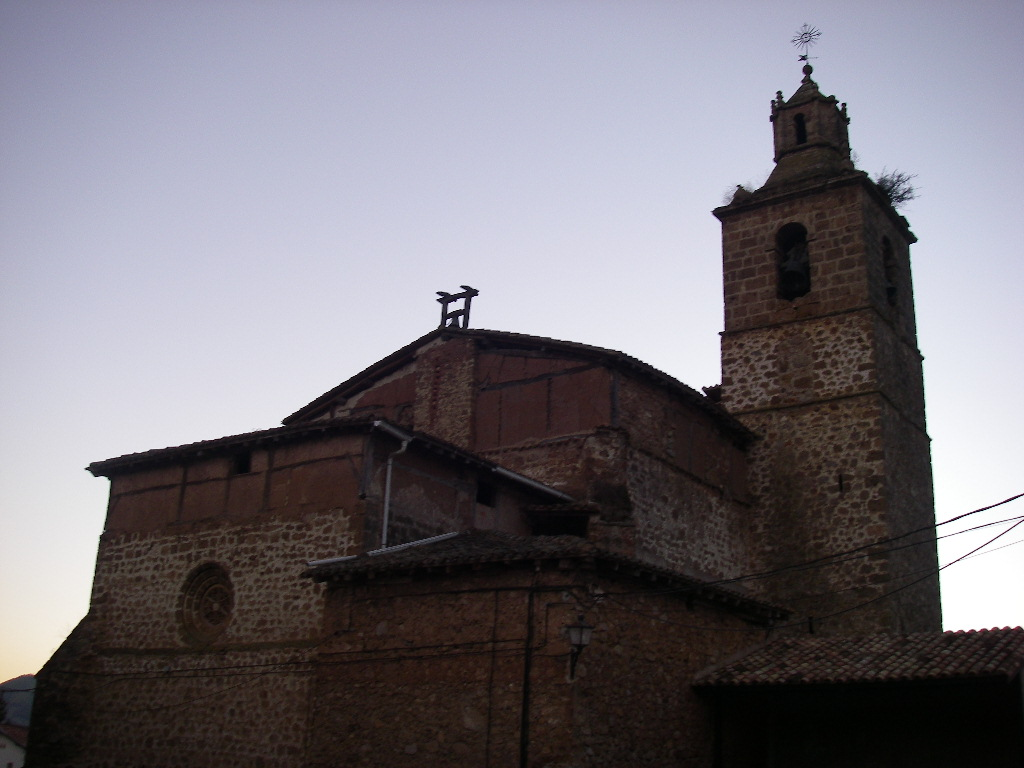
Església de San Martín

## Llocs d'interès
- Església de San Martín. Construïda a principis del segle xvi i ampliada en el xviii, consta d'una nau dividida en tres trams incloent una capçalera quadrada més baixa i estreta. El cor se situa sobre una crucería de tercelete i presenta un cadirat per a 14 seients, i un òrgan rococó del segle xviii. La sagristia presenta una coberta amb cúpula sobre petxines i té en el seu interior un crucifix classicista del segon quart del segle xvii. El retaule major presenta imatges de Sant Pere, Sant Martí i Sant Pau. En la part alta s'alça una Assumpció de grandària natural.
- Ermita de la Verge de Manojar. Aquesta situada en un turó proper al poble. És un edifici construït en maçoneria i maó protegida per un mur de maçoneria obert enfront de la porta d'entrada. Consta d'una nau de tres trams coberts amb voltes d'arestes sobre arcs recolzats en piles toscanes.